# Maine Road Football Club
Maine Road Football Club é um clube de futebol baseado subúrbio de Chorlton-cum-Hardy, em Manchester, Inglaterra. Foi fundado no ano de 1955 por um grupo de torcedores do clube Manchester City, eles atualmente disputam North West Counties League e jogam no Brantingham Road.

## História
O clube foi criado em 1955 por apoiadores do Manchester City como City Supporters Rusholme. Eles participavam de vários jogos amistosos antes de entrarem para a Rusholme Sunday League, mantendo-se como membros até se transferirem para a Manchester Amateur Sunday League em 1966.   O clube também mudou sua sede para a Maine Road Social Club e foi renomeado como Maine Road Football Club. Após vencerem a Manchester County Sunday Cup e o título da liga em 1971-72, o clube mudou para a Saturday League e ingressou para a segunda divisão da Manchester League  .
Maine Road ganhou o título da Divisão 2 na primeira tentativa, ganhando a promoção para a Divisão Um, além de vencer a Copa Amadora do Condado de Manchester.  Eles venceram a  Divisão 1 na temporada seguinte e foram promovidos à Premier Division. Em 1975–76 o clube venceu a Manchester Premier Cup, derrotando o Abbey Hey WMC na final; eles voltaram à vencer a competição na edição seguinte com uma vitória sobre o Little Lever. Em 1982-83, o clube foi campeão da Premier Division. Eles mantiveram o título pelas três temporadas seguintes, antes de terminar como vice-campeões em 1986-87, após o que o clube subiu para a segunda divisão da Liga dos Condados do Noroeste . 
Na primeira temporada do Maine Road na North West Counties League o clube conquistou a Manchester Premier Cup pela terceira vez, derrotando o Irlam Town por 1 a 0 na final. Apesar de terminar como vice-campeão da segunda divisão em 1988-89, o clube foi impedido de ter o acesso por não cumprir os regulamentos de classificação do campo. No entanto, na temporada seguinte, eles ganharam o título da segunda divisão, ganhando a promoção à primeira divisão. Eles foram finalistas da Manchester Premier Cup em 1998-99. Embora o clube tenha sido rebaixado no final da temporada 2001–02, foi vice-campeão da Segunda Divisão em 2003–04, e foi promovido de volta à Divisão Um,  além de chegar novamente à final da Manchester Premier Cup. O clube venceu a Challenge Cup da liga em 2007-08,  após a qual a Divisão Um foi renomeada como Primeira Divisão. O clube foi vice-campeão da Premier Division em 2013–14.

## Estádio

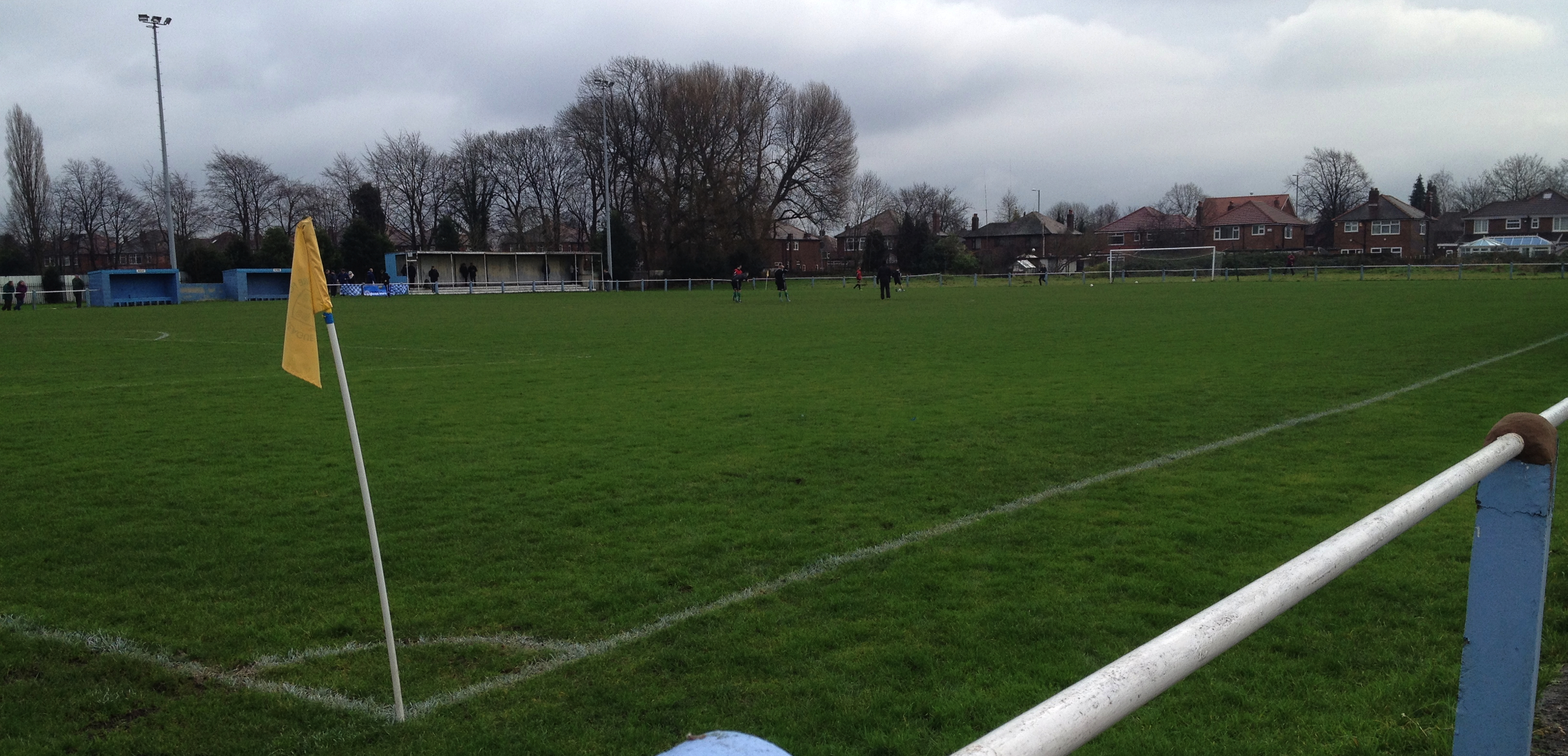
Brantingham Road

Depois de jogar em vários campos diferentes, Maine Road mudou-se para Brantingham Road em 1980.  Depois que o campo foi reformado pela Manchester Football Association em meados da década de 1980, isso permitiu que o clube fosse promovido à Liga dos Condados do Noroeste.  O estádio tem atualmente capacidade para 2.000 pessoas, das quais 200 sentadas e 700 cobertas. 
O recorde de público do clube em casa, de 3.181, foi estabelecido em 4 de novembro de 2006 para uma partida da primeira divisão contra o FC United de Manchester (um time formado por torcedores do arquirrival do Manchester City, o Manchester United), embora o jogo tenha sido disputado no Bower Fold em Stalybridge. 

## Títulos
- North West Counties League
  - Campeões da segunda divisão 1989-90
  - Vencedores da Copa Desafio 2007-08
- Manchester League
  - Campeões da Primeira Divisão 1982–83, 1983–84, 1984–85, 1985–86
  - Vencedores da Copa da Liga 1982–83, 1983–84 [3]
  - Campeões da primeira divisão 1973-74
  - Campeões da segunda divisão 1972-73
- Manchester Amateur Sunday League
  - Campeões 1971-72
- Manchester Amateur Sunday League
  - Vencedores 1975–76, 1976–77, 1987–88
- Manchester Premier Cup
  - Vencedores 1982–83, 1984–85, 1985–86, 1986–87, 2004–05, 2006–07 [3]
- Manchester Amateur Cup Winners
  - Campeões 1972–73, 1997–98, 2006–07 [3]
- Manchester County Sunday Cup
  - Vencedores de 1971–72

## Registros
- Melhor desempenho na FA Cup : Segunda rodada de qualificação, 1989–90, 1990–91, 1992–93, 1994–95, 1997–98, 2001–02 [5]
- Melhor desempenho da FA Vase : Quarta rodada, 1994-95 [5]
- Recorde de público: 3.125 vs FC United de Manchester, North West Counties League Division One, 4 de novembro de 2006 (em Bower Fold)